# Бозон, Шарль
Шарль Бозо́н (фр. Charles Bozon, 15 декабря 1932, Шамони, Верхняя Савойя, Франция — 7 июля 1964, вершина Эгюий-Верт, массив Монблана, Франция) — французский горнолыжник, чемпион мира 1962 года и призёр Олимпийских игр 1960 года в слаломе.

## Общая информация
Чемпион Франции в скоростном спуске (1956 и 1957), гигантском слаломе (1956 и 1961) и слаломе (1956 и 1961).
Бозон принимал участие в двух зимних Олимпиадах — в 1956 году в Кортине-д’Ампеццо и в 1960 году в Скво-Вэлли. На этих 2 Олимпиадах Шарль выходил на старт во всех проводившихся дисциплинах — скоростном спуске, гигантском слаломе и слаломе. Все 6 раз Бозон попадал в 10-ку лучших, но выиграл лишь 1 награду — бронзу в слаломе в Скво-Вэлли.
Погиб в возрасте 31 года во время схода лавины при восхождении на вершину Эгюий-Верт (4122 м) в массиве Монблана, недалеко от родного Шамони.
Одна из горнолыжных трасс в окрестностях Шамони носит имя Шарля Бозона.

## Результаты на крупнейших соревнованиях

### Зимние Олимпийские игры
| Олимпийские игры       | Скоростной спуск | Супергигант | Гигантский слалом | Слалом | Комбинация |
| ---------------------- | ---------------- | ----------- | ----------------- | ------ | ---------- |
| 1956 Кортина-д’Ампеццо | 8                | н/д         | 5                 | 7      | н/д        |
| 1960 Скво-Вэлли        | 8                | н/д         | 9                 | 3      | н/д        |

## Цитаты
Горные лыжи – это еще не Счастье, но они вполне могут заменить нам его!